# 渡邊太生
渡邊 太生（わたなべ たいき、1987年6月23日 - ）は、日本の元ラグビー選手。

## プロフィール
- 岩手県北上市出身[1]。
- ポジションはセンター(CTB)。
- 身長 183cm、体重 94kg
- ニックネームはなべ。
- 7人制日本代表に選ばれたことがある[2]。

## 略歴
15歳からラグビーを始めた。 
2006年、黒沢尻北高校卒業後、筑波大学に入る。なお黒沢尻北高校時代には第29回高校東西対抗試合に東軍代表で選ばれた。
2010年、筑波大学卒業後、東芝ブレイブルーパスに加入。
2012年9月1日に行われたジャパンラグビートップリーグ第1節のNTTコミュニケーションズシャイニングアークス戦に先発出場で公式戦初出場を果たす。 
2021年、現役を引退した。